# 나니
나니(포르투갈어: Nani, 포르투갈어 발음: [naˈni])로도 알려져 있는 루이스 카를루스 알메이다 다 쿠냐 ComM (포르투갈어: Luís Carlos Almeida da Cunha, 1986년 11월 17일 ~ )는 포르투갈의 축구 선수로 포지션은 윙어이다. 현재 아다나 데미르스포르에서 활동하고 있다.

## 생애 및 연혁

### 초기
나니는 아프리카 서안의 섬에 위치한 카보베르데 공화국의 프라이아에서 태어나, 어렸을 때 포르투갈로 이민을 갔다. 나니의 아버지는 그가 5살 때 집을 나가 돌아오지 않았고, 어머니마저 몇 년 후 나니를 남겨두고 네덜란드로 떠났다. 홀로 남겨진 나니는 리스본에서 숙모 안토니우 알메이다의 보살핌 가운데 자랐으며 어려운 환경과 역경 속에서 성장했다. 숙모의 회상에 따르면 나니는 매일 6~7시간씩 축구를 했으며 루이스 피구를 동경하며 축구를 했다고 한다. 에버턴 FC의 미드필더인 마누엘 페르난데스와 절친한 친구로 지내며 종종 공을 같이 찼다. 빈민가에서 공을 차며 지내던 나니는 유소년팀인 Real Sport Clube에 들어가 히카르두 바스 테와 함께 지냈으며 아프리카 기원의 브라질 남성의 호신술과 무용의 혼합 예능인 카포에이라를 익히기도 했다. 나니의 축구 경력은 주니어팀은 레알 데 마사마에서 시작되었고 이후, 스포르팅 CP로 발탁되었다.

### 스포르팅
스포르팅 시절 첫 1군팀 데뷔는 2005/06 시즌에 있었고 그 시즌에서 32경기 출장에 5골을 기록했다. 2006/07 시즌에는 역시 정규 멤버로서 29경기에 5골을 기록했다. 포르투갈 컵에서 출전해서 우승컵을 들어올렸고 UEFA 챔피언스리그에도 6경기 출전해 한 골을 기록했다.

### 2007-08 시즌
스포르팅 CP과 맨체스터 유나이티드는 액수를 공개하지 않는 계약으로 나니의 이적에 합의했다. 토트넘 홋스퍼 FC으로부터 이적 제의가 있었다고 한다. 메디컬 검사 통과 이후 2007년 7월 2일 맨체스터 유나이티드의 선수로 등록되었고 계약기간은 5년으로 발표되었다. 등번호는 17번이었는데, 바로 직전 시즌에 헨리크 라르손이 맨체스터 유나이티드의 선수로 뛸 때 달았던 번호이다. 비시즌 기간 동안의 아시아 투어에서 펼쳐진 그의 첫 데뷔 경기에서 중국 프로 축구팀인 심천 FC(深圳上清饮 FC)를 상대로 골을 기록하였다. 화려한 공중제비 세레모니를 선보였는데 이때 퍼거슨 감독이 세레모니 중의 부상을 우려해 나니에게 세레모니를 금지했다는 소문이 있었다. 이에 대해 나니는 그런 소문은 사실이 아니고 세레모니를 계속 할 것이라고 밝혔다.
정규 경기 첫 출전은 2007년 8월 5일 첼시 FC를 상대로 한 FA 커뮤니티 실드에서 있었다. 나니는 교체선수로 출전해 팀의 승리에 일조했다. 프리미어리그 데뷔는 2007년 8월 12일 레딩 FC와의 경기에서 있었다. 경기 중 발 쪽에 부상을 입은 웨인 루니를 대신해 교체 투입되었다. 나니의 리그 첫 골은 토트넘 홋스퍼 FC를 상대로 30야드 중거리 결승골이었다. 골을 넣은 후 특유의 공중 제비 세레모니를 선보였다. 나니의 골에 힘입어 맨체스터 유나이티드는 리그 첫 승을 기록했다. 리그 두 번째 골은 같은 해 10월 27일 미들즈브러 FC와의 경기에서 넣었다. 2008년 3월 23일 교체투입된 나니는 들어온 지 5분 만에 리버풀을 상대로 자신의 시즌 세 번째 골을 넣었다. 같은 해 5월 3일, 웨스트햄 유나이티드 FC와의 경기에서 루커스 닐과의 충돌 과정에서 박치기를 해 전반 37분에 퇴장당했다. 3경기 출장 정치 처분을 받아 38라운드 마지막 경기와 다음 시즌 2경기를 출장할 수 없게 되었다.
2007-08 UEFA 챔피언스리그 결승전에서 웨인 루니를 대신해 교체로 출전하였으며 승부차기에서 5번째 키커로 나와서 킥을 성공시켰다. 맨유는 이 대회에서 우승을 차지하여 더블을 기록한다.

### 2008-09 시즌
나니는 리버풀과의 리그 3라운드에서 교체로 시즌 첫 경기를 치렀다. 맨유는 1-2로 역전패했다. 웨스트 브로미치 알비온 FC과의 리그 8라운드에서 교체로 투입되어 후반 막바지에 시즌 첫 골을 득점하였다. 웨스트햄 유나이티드 FC와의 10라운드에서 리그에서 시즌 첫 선발로 투입되었다. 이후 별다른 활약이 없었으며 대부분 교체로 출전하였고 토트넘과의 칼링컵 결승에서 선발로 출전하였다. 하지만 이후에도 한동안 출전하지 못하다가 주전 대부분이 징계와 부상으로 결장한 31라운드 아스톤 빌라 FC전에서 선발로 나왔으나 후반 15분에 교체 아웃되었다. 이후 토트넘과의 리그 34라운드에서 선발로 나왔으나 후반 시작하자마자 교체 아웃되었고 다음 리그 경기인 미들즈브러 FC전에서 주전들의 체력 안배를 위해 교체로 투입되었다. 이미 리그 우승을 확정지은 맨유는 리그 마지막 경기인 헐 시티 AFC를 상대로 나니를 포함한 비주전 선수들을 투입시켰으며 맨유는 1-0으로 승리했다. 나니는 FC 바르셀로나와의 챔피언스리그 결승전에 교체명단에 이름을 올렸으나 결장했다.

### 2009-10 시즌
2008-09 시즌 종료 후 크리스티아누 호날두가 레알 마드리드 FC로 이적하자 퍼거슨 감독은 호날두의 공백을 나니로 매울 수 있다는 인터뷰를 했다. 나니는 말레이시아 올스타와의 프리시즌 경기에서 2-0을 만드는 골을 득점하였다. 나니는 첼시와의 FA 커뮤니티실드 경기에서 오른발로 선취골을 만들었다. 후반전에 부상으로 안토니오 발렌시아로 교체되었다. 나니는 리그 개막전인 버밍엄 시티 FC전에서 웨인 루니의 결승골을 도왔다. 후반전에 부상으로 라이언 긱스와 교체되었다. 리그 3라운드 위건 애슬레틱 FC전에서 1골 1도움을 기록하여 5-0 승리를 이끌었다. 4라운드 아스날 FC전에도 선발로 나왔으며 토트넘과의 5라운드에서는 교체로 투입되었다. 베식타스 JK와의 UEFA 챔피언스리그 32강 1차전에서 폴 스콜스의 결승골을 도왔다. 스토크 시티 FC와 선덜랜드 AFC전에서는 선발로 나왔지만 별다른 활약상이 없었고 CSKA 모스크바와의 챔피언스리그 3,4차전에 모두 선발로 나왔지만 이후 경기에서는 결장하는 시간이 많았다. 시즌 중반에 퍼거슨 감독을 비하하는 말을 하여 사실상 퍼거슨 감독의 플렌에서 제외된것처럼 보였다. 이후 부상으로 약 두달간 결장했던 나니는 번리 FC와의 리그 22라운드에서 깜짝 선발로 출전하였다. 23라운드 헐 시티 AFC전에서는 1도움을 기록했지만 유연한 몸놀림을 보여줬으며 맨체스터 시티 FC와의 칼링컵 4강 2차전에서도 선발로 출전했다. 아스날과의 24라운드에서도 선발로 출전한 나니는 2도움을 기록하여 3-1 승리를 이끌었고 언론으로부터 최우수 선수로 선정되었다. 포츠머스 FC전에서도 선발로 나와 5-0 승리를 이끌었지만 아스톤 빌라 원정에서는 퇴장을 당하여 2경기 출전 정지 징계를 받았다. AC 밀란과의 1차전에서는 징계가 적용되지 않아 선발로 출전하였고 29라운드 울버햄튼 원더러스 FC전에서 선발로 복귀하였고 AC 밀란과의 2차전에서 선발 출전하여 1도움을 기록하였다. 풀럼 FC전에서 선발로 나와 1도움을 기록했고 리버풀, 볼튼 원더러스 FC전에서 연속으로 선발로 출전하였다. 나니는 3월 26일 맨체스터 유나이티드와 4년 재계약에 합의했다. FC 바이에른 뮌헨과의 1차전에서 선발로 나왔으나 후반 막바지에 부상으로 교체되었다. 첼시 FC전에서는 교체로 출전하여 1도움을 올렸지만 팀은 패배하였다. 바이에른 뮌헨과의 2차전에서는 선발로 복귀하여 2골을 기록했지만 팀은 원정 다득점에서 밀리며 8강에서 탈락하였다. 리그 36라운드 토트넘전에서 나니는 1-1로 팽팽하던 후반전에 1골 1도움을 기록하며 3-1 승리를 이끌었다. 37라운드 선더랜드전에서도 나니는 결승골을 기록하였다.

### 스포르팅으로 임대
나니는 2014년 8월 20일에 맨유가 아르헨티나 출신의 수비수인 마르코스 로호를 영입하는 조건으로 친정팀인 스포르팅 CP에 1년 간 임대를 떠났다.

### 페네르바흐체
2015년 7월 6일. 터키 리그의 페네르바흐체로 이적을 확정지었다.

## 클럽 기록
| 클럽                | 시즌      | 리그 | 리그 | 컵   | 컵 | 리그 컵 | 리그 컵 | UEFA 경기 | UEFA 경기 | 기타 | 기타 | 합계 | 합계 |
| 클럽                | 시즌      | 경기 | 골   | 경기 | 골 | 경기    | 골      | 경기      | 골        | 경기 | 골   | 경기 | 골   |
| ------------------- | --------- | ---- | ---- | ---- | -- | ------- | ------- | --------- | --------- | ---- | ---- | ---- | ---- |
| 스포르팅 CP         | 2005-06   | 29   | 4    | 5    | 1  | –       | –       | 2         | 0         | –    | –    | 36   | 5    |
| 스포르팅 CP         | 2006-07   | 29   | 5    | 5    | 0  | –       | –       | 6         | 1         | –    | –    | 40   | 6    |
| 맨체스터 유나이티드 | 2007-08   | 26   | 3    | 2    | 1  | 1       | 0       | 11        | 0         | 1    | 0    | 41   | 4    |
| 맨체스터 유나이티드 | 2008-09   | 13   | 1    | 2    | 2  | 6       | 3       | 7         | 0         | 3    | 0    | 31   | 6    |
| 맨체스터 유나이티드 | 2009-10   | 23   | 3    | 0    | 0  | 2       | 0       | 8         | 2         | 1    | 1    | 34   | 7    |
| 맨체스터 유나이티드 | 2010-11   | 33   | 9    | 3    | 0  | 0       | 0       | 12        | 1         | 1    | 0    | 49   | 10   |
| 맨체스터 유나이티드 | 2011-12   | 29   | 8    | 1    | 0  | 0       | 0       | 9         | 0         | 1    | 2    | 40   | 10   |
| 맨체스터 유나이티드 | 2012-13   | 11   | 1    | 5    | 1  | 1       | 1       | 4         | 0         | —    | —    | 21   | 3    |
| 맨체스터 유나이티드 | 2013-14   | 11   | 0    | 0    | 0  | 1       | 0       | 1         | 1         | 0    | 0    | 13   | 1    |
| 맨체스터 유나이티드 | 2014-15   | 1    | 0    | 0    | 0  | 0       | 0       | —         | —         | —    | —    | 1    | 0    |
| 맨체스터 유나이티드 | 합계      | 147  | 25   | 13   | 4  | 11      | 4       | 52        | 4         | 7    | 3    | 230  | 40   |
| 스포르팅 CP (임대)  | 2014-15   | 27   | 7    | 3    | 1  | 0       | 0       | 8         | 4         | —    | —    | 38   | 12   |
| 스포르팅 CP (임대)  | 합계      | 85   | 16   | 13   | 2  | —       | —       | 16        | 5         | —    | —    | 114  | 23   |
| 페네르바흐체        | 2015-16   | 28   | 8    | 6    | 3  | —       | —       | 13        | 1         | —    | —    | 47   | 12   |
| 발렌시아            | 2016-17   | 25   | 5    | 1    | 0  | —       | —       | —         | —         | —    | —    | 26   | 5    |
| 라치오 (임대)       | 2017-18   | 18   | 3    | 1    | 0  | —       | —       | 6         | 0         | —    | —    | 25   | 3    |
| 스포르팅 CP         | 2018-19   | 18   | 7    | 3    | 1  | 2       | 0       | 5         | 1         | —    | —    | 28   | 9    |
| 올랜도 시티         | 2019      | 30   | 12   | 3    | 0  |         |         |           |           |      |      | 33   | 12   |
| 올랜도 시티         | 2020      | 19   | 6    |      |    | 2       | 1       |           |           | 4    | 2    | 25   | 9    |
| 올랜도 시티         | 2021      | 28   | 10   |      |    | 1       | 0       | 1         | 0         |      |      | 30   | 10   |
| 올랜도 시티         | 합계      | 77   | 28   | 3    | 0  | 3       | 1       | 1         | 0         | 4    | 2    | 88   | 31   |
| 베네치아            | 2021-22   | 10   | 0    |      |    |         |         |           |           |      |      | 10   | 0    |
| 멜버른 시티         | 2022-23   | 10   | 0    | 1    | 0  |         |         |           |           |      |      | 11   | 0    |
| 아다나 데미르스포르 | 2023-24   | 21   | 3    | 1    | 0  |         |         | 5         | 0         |      |      | 27   | 3    |
| 경력 합계           | 경력 합계 | 439  | 95   | 42   | 10 | 16      | 5       | 97        | 11        | 11   | 5    | 605  | 126  |

## 국가대표
나니는 포르투갈 축구 국가대표팀에서의 첫 데뷔전을 2006년 9월 1일에 치렀으며, 덴마크를 상대로 골을 뽑아냈다. 나니는 21세 이하 포르투갈 국가 대표팀의 가장 어린 멤버로 2006년 21세 이하 UEFA 유로피언 축구 챔피언십에 출전했으며 2007년에도 출전했다. 한편, 성인 국가 대표팀 경기에서 벨기에를 상대로 골을 뽑아내어 2대1 승리에 기여했다. 그리고 유로 2008 포르투갈 대표팀에도 선발되었다.2010 남아공 월드컵에서는 부상을 당하여 출전을 하지 못하였다.소속팀에서 좋은 활약을 했던 나니였기 때문에 더욱 아쉬운 순간이었다.

## 경력
- 2006년 UEFA U-21 챔피언십 국가대표
- 2007년 UEFA U-21 챔피언십 국가대표
- UEFA 유로 2008 국가대표
- UEFA 유로 2012 국가대표
- 2014년 FIFA 월드컵 국가대표
- UEFA 유로 2016 국가대표
- 2017년 FIFA 컨페더레이션스컵 국가대표

## 수상

#### 스포르팅 CP
- 타사 데 포르투갈 : 2006–07, 2014–15, 2018–19
- 타사 다 리가 : 2018–19

#### 맨체스터 유나이티드 FC
- 프리미어리그 : 2007-08, 2008-09, 2010-11, 2012-13
- 풋볼 리그 컵 : 2008-09, 2009-10
- FA 커뮤니티 실드 : 2007, 2008, 2010, 2011
- UEFA 챔피언스리그 : 2007-08, 준우승 (2008-09, 2010-11)
- FIFA 클럽 월드컵 : 2008

#### 포르투갈
- UEFA 유로 : 우승 (2016)
- FIFA 컨페더레이션스컵 : 3위 (2017)

### 개인
- PFA 올해의 팀 : 2010/11
- 프리미어리그 도움왕 : 2010/11
- 프리메이라리가 이 달의 선수 2회
- 프리메이라리가 이 달의 영플레이어 1회
- MLS 올스타 : 2019, 2021
- 스포르팅 올해의 선수 : 2015
- 맨체스터 유나이티드 올해의 선수 : 2010/11
- 포르투갈 공화국 공로장 (Commander) : 2016

```
발롱도르수상; 2024
```

## 같이 보기
- A매치 100경기 이상 출전한 축구 선수 명단